# Toongabbie, New South Wales
Toongabbie este o suburbie în Sydney, Australia.